# Hirvineva (sumpmark, lat 64,70, long 25,30)
Hirvineva är en sumpmark i Finland. Den ligger i Limingo i landskapet Norra Österbotten, i den centrala delen av landet, 500 km norr om huvudstaden Helsingfors.